# Urtica kioviensis
Urtica kioviensis là loài thực vật có hoa trong họ Tầm ma. Loài này được Rogow. miêu tả khoa học đầu tiên năm 1843.